# Alois De Hertog
Alois De Hertog (Sint-Katelijne-Waver, 9 augustus 1927 - aldaar, 22 november 1993) was een Belgisch wielrenner.

## Beknopte biografie
Alois De Hertog won in de aanvang van zijn carrière verschillende topwedstrijden bij de "onafhankelijken". Hierdoor werd hij geselecteerd om deel te nemen aan de Ronde van Frankrijk als lid van de Belgische landenploeg in 1951. Na deze selectie werd hij ingelijfd bij de profclub Alcyon-Dunlop. Voor deze club won hij in 1953 de Flèche Hesbignonne en Luik-Bastenaken-Luik. 
Door deze winst werd hij getipt voor de eindzege in de Ronde van Frankrijk, maar moest helaas halverwege de Tour opgeven ten gevolge van interne twisten binnen de ploeg. In 1960 stopt hij met wielrennen.

## Belangrijkste resultaten
| Datum            | Wedstrijd                    | Rangschikking |
| ---------------- | ---------------------------- | ------------- |
| 7 juli 1946      | BK Juniores                  | 5             |
| 3 juni 1951      | Brussel-Luik                 | 1             |
| 29 juli 1951     | Ronde van Frankrijk          | 22            |
| 16 maart 1952    | Ronde van Haspengouw         | 9             |
| 30 maart 1952    | Parijs-Nice                  | 29            |
| 3 april 1952     | Gent-Wevelgem                | 3             |
| 18 mei 1952      | Parijs-Valenciennes          | 6             |
| 8 juni 1952      | Critérium du Dauphiné Libéré | 6             |
| 19 juli 1952     | Ronde van Frankrijk          | 13            |
| 3 mei 1953       | Luik-Bastenaken-Luik         | 1             |
| 25 mei 1953      | Cras-Avernas                 | 1             |
| 21 juni 1953     | Belgisch Kampioenschap       | 5             |
| 7 maart 1954     | Kuurne-Brussel-Kuurne        | 9             |
| 7 juni 1954      | Cras-Avernas                 | 10            |
| 2 augustus 1954  | Chapelle-Lez-Herlaimont      | 1             |
| 4 september 1955 | Antwerpen-Luik-Antwerpen     | 9             |

## Resultaten in voornaamste wedstrijden
| Jaar | Ronde van Italië | Ronde van Frankrijk | Ronde van Spanje |
| ---- | ---------------- | ------------------- | ---------------- |
| 1951 |                  | 22e                 |                  |
| 1952 |                  | 13e                 |                  |
| 1953 |                  | opgave              |                  |

| Jaar | Gent-Wevelgem | Ronde van Vlaanderen | Luik-Bast.‑Luik |
| ---- | ------------- | -------------------- | --------------- |
| 1951 |               |                      |                 |
| 1952 | Brons         |                      |                 |
| 1953 |               | 21e                  | Goud            |